# شهرستان سوی‌لینگ
شهرستان سوی‌لینگ (به چینی: 绥棱县) یک شهرستان در استان هئی‌لونگ‌جیانگ چین است که در تابعیت شهر سوی‌هوا قرار دارد.

## تقسیمات اداری
شهرستان وانگ‌کوی به ۴ ناحیه، ۶ شهرک، و ۵ قصبه تابعه تقسیم شده است. نُه «ناحیهٔ اداری» هم‌سطح قصبه نیز تابع این شهرستان می‌باشند، مانند نواحی اداری مزارع و مراتع.
- ناحیه جیان‌شه (ساخت‌وساز) (建设街道، Jiànshè jiēdào)
- ناحیه چه‌ژان (ترمینال) (车站街道، Chēzhàn jiēdào)
- ناحیه دونگ‌نان (جنوب‌شرق) (东南街道، Dōngnán jiēdào)
- ناحیه شی‌بئی (شمال‌غرب) (西北街道، Xīběi jiēdào)

- شهرک چانگ‌شان (长山镇، Chángshān zhèn)
- شهرک سوی‌لینگ (灯塔镇، Suílíng zhèn)
- شهرک سی‌های‌دیان (四海店镇، Sìhǎidiàn zhèn)
- شهرک شانگ‌جی (上集镇، Shàngjí zhèn)
- شهرک شوانگ‌چاهه (双岔河镇، Shuāngchàhé zhèn)
- شهرک گه‌شان (阁山镇، Géshān zhèn)

- قصبه سوی‌ژونگ (绥中乡، Suízhōng xiāng)
- قصبه کاوشان (靠山乡، Kàoshān xiāng)
- قصبه که‌یین‌هه (克音河乡، Kèyīnhé xiāng)
- قصبه نی‌اِرهه (泥尔河乡، Ní'ěrhé xiāng)
- قصبه هووتوو (后头乡، Hòutou xiāng)

- ادارهٔ جنگل‌داری سوی‌لینگ (绥棱林业局، Suílíng línyèjú)
- میدان بذرکاری شهرستان سوی‌لینگ (绥棱农场، Suílíng xiàn liángzhǒngchǎng)
- میدان پرورش بز شیری شهرستان سوی‌لینگ (绥棱农场، Suílíng xiàn nǎishānyángchǎng)
- میدان جنگل‌داری بان‌جیه‌هه (半截河林场، Bànjiéhé línchǎng)
- میدان جنگل‌داری سان‌جی‌تای (三吉台林场، Sānjítái línchǎng)
- میدان جنگل‌داری سی‌های‌دیان (阁山林场، Sìhǎidiàn línchǎng)
- میدان جنگل‌داری گه‌شان (阁山林场، Géshān línchǎng)
- میدان زادآوری اسب شهرستان سوی‌لینگ (绥棱县种马场، Suílíng xiàn zhǒngmǎchǎng)
- میدان زراعتی سوی‌لینگ (绥棱农场، Suílíng nóngchǎng)
- میدان زراعتی سوی‌لینگ (绥棱农场، Suílíng nóngchǎng)